# 杉原満
杉原 満（すぎはら みつる、1957年6月13日 - ）は、NHKのシニアアナウンサー。

## 人物
東京教育大学附属高等学校（現・筑波大学附属高等学校）を経て東京大学文学部卒業後、1982年入局。同期には黒田あゆみ（現姓・渡邊）、久保田麻三留（現・テレビ東京）がいる。好きな食べ物は島原そうめん、藪そば、稲庭うどん、長浜ラーメン、讃岐うどんなど。趣味は欧米SF、サッカー観戦、国宝めぐり、歌舞伎鑑賞、グルジア男声コーラス。

## 現在の出演番組
- NHKニュース（NHKラジオ第1、NHKFM）
  - 日曜日日勤[1]
  - 月曜日夜勤[2]

## 過去の出演番組
福岡放送局時代
- 月刊よかもんTV

金沢放送局時代
- 絶対!ふるさと主義
- 30万枚の記録

名古屋放送局時代
- 民謡をたずねて（司会）

東京アナウンス室異動後
- ひるのいこい（2017年4月8日 - 2020年3月、土曜日のみ)
- 歌の日曜散歩（2017年4月9日 - 2019年3月17日)
- お天気ヒットパレード（NHKラジオ第1放送、キャスター）
- お天気ヒットパレード（2017年5月3日）[3]
- 以下の番組における「ことばの宝船」のコーナー
  - お元気ですか日本列島
  - 情報まるごと
  - つながるラジオ（月曜～水曜）

その他
- こころの時代～宗教・人生（聞き手）
- ラジオ文芸館（語り）
- 文芸選評（司会：2017年4月8日 - 2020年3月）
- ラジオニュース（2022年5月9日午後：21時、23時、2022年5月10日午前：0時、1時、8時 - 10時）